# Championnat de Grande-Bretagne de baseball
Le championnat de Grande-Bretagne de baseball se déroule depuis 1890 et oppose les meilleures équipes britanniques de baseball. Les tenants du titre sont les London Mets.

## Histoire
La première édition du championnat se tient en 1890. Les clubs du Nord du pays brillent à cette période, mais les recettes restent faibles, sauf à Derby avec un club dégageant des bénéfices, aussi, l'expérience est stoppée après la saison 1899.
Les amateurs londoniens prennent le relais entre 1906 et 1911. Le championnat est suspendu à partir de 1912 en raison de l'interdiction de jouer au baseball sur les espaces gazonnés gérés par le London County Council.
Fondateur de la société de bookmakers Littlewoods en 1923, Sir John Moores créé un championnat professionnel dans les années 1930. Les affluences enregistrées oscillent entre 1000 et 3000 spectateurs par match de saison régulière. En 1938, un match de série finale attire 10 000 spectateurs à Liverpool. La Seconde Guerre mondiale met fin à cette épreuve.
Après la guerre, Américains et Canadiens préfèrent ne pas se mêler aux Britanniques sur les terrains de baseball et se contentent de jouer entre eux. Le championnat britannique disparait une nouvelle fois.
Une compétition reprend en 1959 et parvient se tenir depuis lors chaque année malgré des changements de formules. Pour l'exemple, la National Baseball League est active de 1963 à 1972. Dernière évolution en date, la réforme de 2001 avec la fin des rivalités entre ligues concurrentes, BBF et BSF.
En phase de construction, le championnat d'élite compte quatre clubs en 2008, cinq en 2009, huit en 2010 et dix en 2011. 

## Édition 2020
Le Championnat de Grande-Bretagne de baseball 2011 se tient du 17 avril 2011 à septembre 2011.
| Poule A - London Mets - London Capitals - Herts Falcons - Essex Arrows |

## Palmarès
| Première époque (1890-1899) - 1890 : Preston North End - 1892 : Middlesbrough FC - 1893 : Thespian London - 1894 : Thespian London - 1895 : Derby County - 1896 : Wallsend on Tyne - 1897 : Derby County - 1898 : Derby County - 1899 : Nottingham Forest Deuxième époque (1906-1911) - 1906 : Tottenham Hotspur - 1907 : Clapton Orient - 1908 : Tottenham Hotspur - 1909 : Clapton Orient - 1910 : Brentford FC - 1911 : Leyton FC Troisième époque (1934-1939) - 1934 : Hatfield Liverpool - 1935 : New London - 1936 : White City London - 1937 : Hull - 1938 : Rochdale Greys - 1939 : Halifax Quatrième époque (1948-1951) - 1948 : Liverpool Robins - 1949 : Hornsey Red Sox - 1950 : Burtonwood Bees - 1951 : Burtonwood Bees |  | Cinquième époque (1959-2000) - 1959 : Thames Board Mills - 1960 : Thames Board Mills - 1961 : Liverpool Tigers - 1962 : Liverpool Tigers - 1963 : Hull Aces - 1964 : Hull Aces - 1965 : Hull Aces - 1966 : Stetford Saints - 1967 : Liverpool Yankees - 1968 : Hull Aces - 1969 : Watford Sun Rockets - 1970 : Hull Royals - 1971 : Liverpool Tigers - 1972 : Hull Aces - 1973 : Burtonwood Yanks - 1974 : Nottingham Lions - 1975 : Liverpool Tigers - 1976 : Liverpool Trojans - 1977 : Golders Green Sox - 1978 : Liverpool Trojans - 1979 : Golders Green Sox - 1980 : Liverpool Trojans - 1981 : London Warriors - 1982 : London Warriors - 1983 : Cobham Yankees - 1984 : Croydon Blue Jays - 1985 : Hull Mets - 1986 : Cobham Yankees |  | - 1987 : Cobham Yankees - 1988 : Cobham Yankees - 1989 : Enfield Spartans - 1990 : Enfield Spartans - 1991 : Enfield Spartans - 1992 : Leeds City Royals - 1993 : Humberside Mets - 1994 : Humberside Mets - 1995 : Menwith Hill Pirates - 1996 : Menwith Hill Pirates - 1997 : London Warriors - 1998 : Menwith Hill Patriots - 1999 : Brighton Buccaneers - 2000 : London Warriors Sixième époque (depuis 2001) - 2001 : Brighton Buccaneers - 2002 : Brighton Buccaneers - 2003 : Windsor Bears - 2004 : Croydon Pirates - 2005 : Croydon Pirates - 2006 : Richmond Flames - 2007 : London Mets - 2008 : London Mets - 2009 : Bracknell Blazers - 2010 : Richmond Flames - 2011 : Southern Nationals - 2012 : Southern Nationals - 2013 : Southern Nationals - 2014 : Essex Arrows - 2015 : London Mets - 2016 : Southampton Mustangs - 2017 : London Mets - 2018 : London Mets - 2019 : London Mets |